# 孫祥
孫 祥（そん しょう、Sun Xiang, 1982年1月15日 - ）は中華人民共和国・上海市出身の元サッカー選手。元中国代表。現役時代のポジションはディフェンダー。

## 来歴
2004年から中国代表に定着し、同年のAFCアジアカップやFIFAワールドカップ・アジア1次予選、翌2005年の東アジア選手権にレギュラーとして出場。所属する上海申花でも主力として活躍し、中国を代表するプレイヤーの一人としての地位を確立した。
2006年、オランダ・エールディヴィジのPSVアイントホーフェンでのトライアルを経て、2007年1月に同クラブへ期限付きで移籍。同年2月20日、UEFAチャンピオンズリーグのアーセナル戦に途中出場し、同大会に出場した初めての中国人選手となる。欧州Lで4試合に出場しオランダ・エールディビジで5試合出場したが、怪我などもあって精彩を欠き、契約条項にあった買い取りのオプションは行使されず、シーズン終了後に中国へ帰国した。
2008年7月にオーストリア・ブンデスリーガのFKアウストリア・ウィーンへの期限付き移籍が決定。再びの欧州挑戦となった。
双子の兄・孫吉もプロサッカー選手で、中国代表経験者である。上海申花では兄弟でプレーし、PSVのトライアルにも二人で参加した。兄は右サイド、弟は左サイドでのプレーを得意とする。
2015年リーグ戦2位、翌年ACL初出場でベスト8に貢献した。
2010年から広州恒大に加入し、2013年アジアチャンピオンズリーグCL優勝に貢献した。
2015年に故郷上海の上海上港へ入団、キャプテンを務めチームのリーグ戦準優勝、アジアチャンピオンズリーグベスト８進出に貢献。
2016年末にリンパ癌が判明し、療養のため翌シーズンからは選手登録を外れ事実上現役引退状態にある。
2018年から上海上港の副総経理に就任している。

## 所属クラブ
- 2002年 - 2010年  上海申花
  - 2007年  PSVアイントホーフェン (期限付き移籍)
  - 2008年 - 2009年  FKアウストリア・ウィーン (期限付き移籍)
- 2010年 - 2014年  広州恒大足球倶楽部
- 2015年 - 2016年  上海上港集団足球俱楽部

## タイトル

### 個人
- AFCチャンピオンズリーグ ドリーム チーム：2013